# ららぽーと甲子園
ららぽーと甲子園（ららぽーとこうしえん）は、兵庫県西宮市にある三井不動産商業マネジメント運営のショッピングセンターである。

## 概要
三井不動産が阪神パーク甲子園住宅遊園跡の地権者である阪神電気鉄道から事業用定期借地方式（20年間）によって、敷地を賃借し建物を建設。2004年11月25日オープンした。阪神甲子園球場の南東側に位置する。また、兵庫県内へのイトーヨーカドーの出店は4店舗目である。
敷地中央東寄りの枝川を挟んで専門店が入る西棟とイトーヨーカドーがGMSとして入る東棟に分かれている。内部は、建築形状に沿って西棟中央に吹き抜けのモールが設けられ、2階建てのインナーワンモールタイプのSCとなっている。また、2009年3月27日には増床部分にキッザニア甲子園が開園した。
2017年3月から、2011年以来の大規模改装を実施。順次、新テナント等がオープンした。

## 主要テナント
- イトーヨーカドー[注 2]
- キッザニア甲子園
- エディオン[注 3]
- ロフト
- アカチャンホンポ
- H&M
- ZARA
- ユニクロ
- GU
- GAP
- HOLLISTER
- URBAN RESEARCH DOORS
- スーパースポーツゼビオ
- マツモトキヨシ
- 旭屋書店
- ザ・ボディショップ
- スターバックス
- クリスピー・クリーム・ドーナツ
- 島村楽器

### 過去の主要テナント
- レベルファイブ ヨロズマート
- 無印良品
- HMV
- エーグル

## 交通アクセス

### 鉄道
- 阪神電車 甲子園駅から徒歩5分、鳴尾・武庫川女子大前駅から徒歩7分

### バス
- 阪神バス ららぽーと甲子園西、甲子園八番町、ららぽーと甲子園南

## 備考
1993年には、ららぽーと甲子園の場所に甲子園ドームを建設する計画が持ち上がっていた。阪神甲子園球場の老朽化が目立っていたことと、阪神パークがその時点で赤字を抱えていたことから、阪神パークを閉園してその跡地に甲子園ドームを建設するというものであったが、のちに計画見直しとなり、甲子園阪神パーク跡地に新球場を建設する計画は頓挫した。